# Amanda Romare
Malin Amanda Romare, född den 24 mars 1989, är en svensk författare, producent och programledare.

## Biografi
Amanda Romares debutroman Halva Malmö består av killar som dumpat mig släpptes 2021, och har översatts till bland annat finska och danska. Romare har även skapat och medverkat i manusskrivandet och produktionen av TV-serien Änglavakt. Serien handlar om psykisk ohälsa, något som Romare själv varit öppen med att hon lider av. I TV-serien Tvångstango, som hon programleder, undersöker hon om det är möjligt att bota henne från sina tvångstankar.